# 唐伊诺森西乌
唐伊诺森西乌（葡萄牙語：Dom Inocêncio）是巴西皮奥伊州的一个市镇。总面积4024.385平方公里，总人口10329人，人口密度2.6人/平方公里。